# Boscarla de Moorea
La boscarla de Moorea (Acrocephalus longirostris) és un ocell extint de la família dels acrocefàlids (Acrocephalidae) que habitava l'illa de Moorea.		

## Taxonomia
Considerada antany una subespècie de la boscarla de Tahití (Acrocephalus caffer), avui es considera una espècie de ple dret.